# Daniela Biamonte
Daniela Biamonte (ur. 3 grudnia 1973 w Cuneo) – włoska siatkarka, reprezentantka kraju, atakująca.

## Kariera
| Klub                             | Kraj      | Od   | Do   |
| VBC Cuneo                        | Włochy    | 1989 | 1992 |
| Brogliaccio Pallavolo Ancona     | Włochy    | 1992 | 1995 |
| Reggio Emilia                    | Włochy    | 1995 | 2000 |
| Club Voleibol Tenerife           | Hiszpania | 2000 | 2002 |
| Universal Volley Femminile Carpi | Włochy    | 2002 | 2003 |
| Santeramo Sport                  | Włochy    | 2003 | 2004 |
| PVF Matera                       | Włochy    | 2004 | 2005 |
| Jogging Volley Altamura          | Włochy    | 2005 | 2006 |
| Time Volley Matera               | Włochy    | 2006 | 2007 |
| Jogging Volley Altamura          | Włochy    | 2007 | 2008 |
| GSO Villa Cortese                | Włochy    | 2008 | 2009 |
| Florens Volley Castellana Grotte | Włochy    | 2009 | 2010 |
| Time Volley Matera               | Włochy    | 2010 | ...  |

## Osiągnięcia
- Puchar CEV
  -  1997/1998